# Rivera (Kolumbien)
Rivera ist eine Gemeinde (municipio) im Departamento Huila in Kolumbien.

## Geografie
Rivera liegt in Huila, in der Subregion Subnorte, 20 km von Neiva entfernt auf einer Höhe von 700 m ü. NN und hat eine Durchschnittstemperatur von 25 °C. Das Gemeindegebiet ist im Osten gebirgig und hat Anteil an der Ostkordillere der kolumbianischen Anden und im Westen flach im Tal des Río Magdalena. Rivera gehört zur inoffiziellen aber de facto existierenden Metropolregion Neiva. Die Gemeinde grenzt im Norden an Neiva, im Süden an Campoalegre, im Osten an Algeciras sowie an San Vicente del Caguán im Departamento del Caquetá und im Westen an Palermo.

## Bevölkerung
Die Gemeinde Rivera hat 25.544 Einwohner, von denen 12.080 im städtischen Teil (cabecera municipal) der Gemeinde leben. In der Metropolregion leben 499.618 Menschen (Stand: 2022).

## Geschichte
Rivera wurde 1888 von Vicente Poveda als San Mateo gegründet und gehörte zunächst als Corregimiento zu Neiva. San Mateo erhielt 1943 den Status einer Gemeinde und wurde zu Ehren des Schriftstellers José Eustasio Rivera in Rivera umbenannt.

## Wirtschaft
Die wichtigsten Wirtschaftszweige von Rivera sind Landwirtschaft (insbesondere Kakao, Kaffee, Reis, Baumwolle, Mais, Maniok, Erbsen, Zuckerrohr, Tabak, Bohnen, Obst und Blumen), Tierhaltung (Rinder und Geflügel), Teichwirtschaft und Tourismus.

## Tourismus
Rivera hat in den vergangenen Jahren sein Tourismusangebot ausgebaut und ist wegen seiner Vegetation als Municipio verde de Colombia (grüne Gemeinde Kolumbiens) bekannt. Es finden sich Thermalbäder, Landhäuser und Aussichtspunkte. Es können Wanderungen gemacht werden. Im Dorf Tambillo wurden präkolumbine Petroglyphe entdeckt.